# Cimmerites elegans
Espèce
Cimmerites elegans est une espèce  de coléoptères de la famille des Carabidae, de la sous-famille des Trechinae et de la tribu des Trechini.
C'est une espèce faisant partie du complexe Nannotrechus composé de sept genres limités au Caucase, la Crimée et la Turquie.